# Renaissancehumanisme

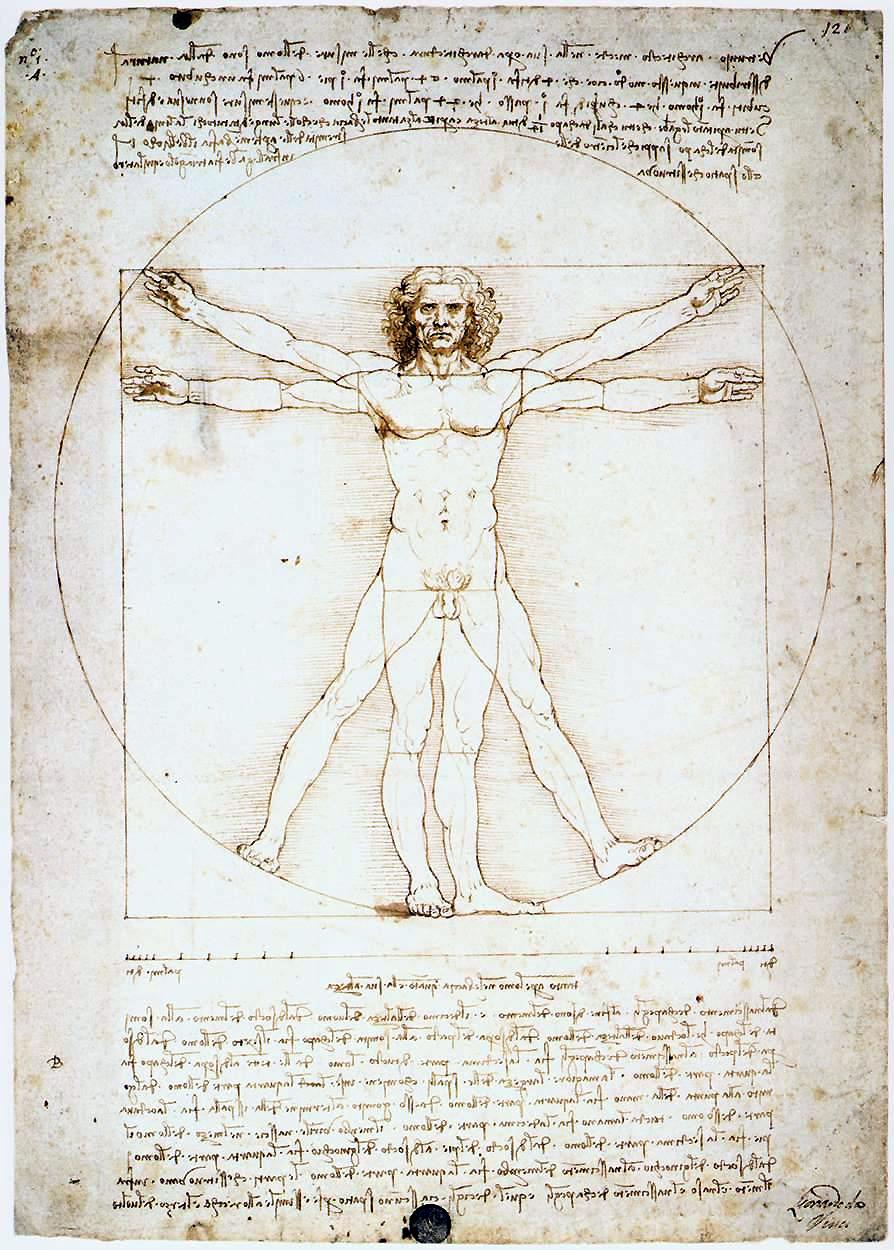
De Vitruviusman van Leonardo da Vinci zou uitgroeien tot de verzinnebeelding van het renaissancehumanisme (ca. 1490, Gallerie dell'Accademia, Venetië, inv. 228)

Het renaissancehumanisme (meestal kortweg humanisme genoemd) is een moderne benaming voor een intellectuele beweging in de tijd van de renaissance, die voor het eerst door Francesco Petrarca op gang werd gebracht en belichaamd, in Florence haar voornaamste centrum had en zich in de 15e en 16e eeuw in meer of mindere mate verspreidde over het merendeel van Europa. In de eerste plaats ging het om een literair geïnspireerde onderwijsbeweging. De humanisten waren voorstander van een uitgebreide hervorming van het onderwijs, waarvan zij hoopten dat deze voor een optimale ontwikkeling van de menselijke mogelijkheden door de combinatie van kennis en deugd zou zorgen. Humanistisch onderwijs moest de mens in staat stellen om zijn ware bestemming te ontdekken en door navolging van de klassieke voorbeelden een ideale mensheid te verwezenlijken. Een waardevolle, waarheidsgetrouwe inhoud en een vervolmaakte taalvorm gingen voor humanisten hand in hand. Daarom werd er bijzondere aandacht besteed aan de zorg voor de taalkundige termen. De taal- en letterkunde speelde in het humanistische onderwijsprogramma dus een belangrijke rol.
Kenmerkend was het besef tot een nieuw tijdperk te behoren en de noodzaak om zich af te keren van het verleden van de voorgaande eeuwen. Dit verleden werd door de humanisten als middeleeuwen gedefinieerd en scherp afgewezen. Hiertegenover werd de oudheid als absolute toonaangevende norm voor alle levenssferen gesteld. Het winnen van een directe toegang tot deze norm in haar oorspronkelijke, onvervalste vorm, de "terugkeer naar de bronnen" (lat: ad fontes), stond centraal in het renaissancehumanisme.

## Begripsgeschiedenis
Sed in primis ad fontes ipsos properandum, id est Graecos et antiquos.
Maar allereerst moet men naar de bronnen zelf snellen, dat wil zeggen: naar de Grieken en de Ouden.— Desiderius Erasmus, De ratione studii ac legendi interpretandique auctores (1511).

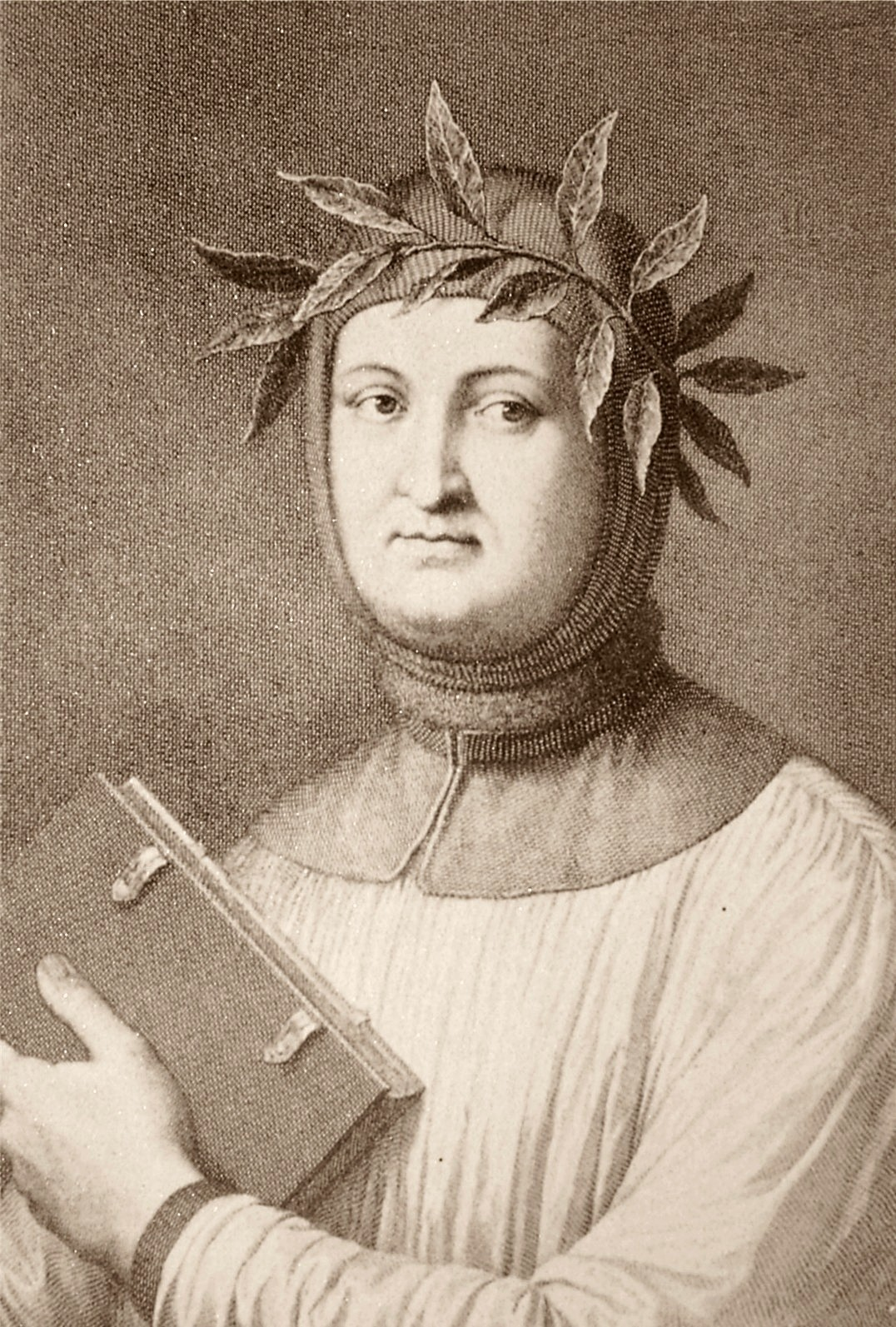
Francesco Petrarca, "vader van het humanisme".

Het woord Humanismus werd in 1808 voor het eerst door de filosoof Friedrich Immanuel Niethammer geïntroduceerd. Hij bedoelde daarmee de pedagogische houding van degenen die niet de leerstof beoordelen in termen van praktisch (materieel) nut, maar het onderwijs als een doel op zich, los van nuttigheidsoverwegingen, nastreven. Een centrale rol wordt daarbij gegeven aan het taalkundige en literaire onderricht. Dit was het traditionele, sinds de Renaissance algemeen heersende onderwijsideaal. Daarom begon men rond het midden van de 19e eeuw de intellectuele beweging uit het tijdperk van de Renaissance, die zulk onderwijsprogramma had geformuleerd en ingevoerd, als humanisme te bestempelen.
Als historische periode-term voor een lange overgangsperiode van de late middeleeuwen tot de vroegmoderne tijd werd "humanisme" door Georg Voigt in zijn in 1859 gepubliceerde boek Die Wiederbelebung des classischen Alterthums oder das erste Jahrhundert des Humanismus geïntroduceerd. Het idee van Johann Gustav Droysen, met name om de term hellenisme voor het met Alexander de Grote beginnende tijdperk te gebruiken, was hierbij zijn voornaamste bron van inspiratie.
Het woord "humanist" duikt voor het eerst tegen het eind van de 15e eeuw op, en weliswaar voorlopig als beroepsaanduiding voor bekleders van een bepaalde leerstoel, vergelijkbaar met de naam jurist of canonist (kerkjurist). Pas in de 16e eeuw werd het ook voor niet-universitaire intellectuelen gebruikt, die zichzelf zagen als humanistae.

## Opvattingen van de humanisten
Het uitgangspunt van de beweging was het aan Cicero ontleende concept van "menselijkheid" of "humaniteit" (humanitas) en de op deze gerichte onderwijsinspanningen (studia humanitatis). Reeds in de oudheid was (met name door Cicero) benadrukt geworden, dat de mens zich door taal van de dieren onderscheidt. Dit betekent, dat hij in het leren en onderhouden van talige communicatie zijn menselijkheid beleeft en het specifiek menselijke naar voren doet treden. Daarom was de gedachte voor de hand liggend, dat de cultivering van de talenkennis bij de mensen hen pas echt tot mensen maakt, maar hen ook op moreel vlak doet ontwikkelen en hen in staat stelt tot filosoferen. Daaruit kon men besluiten, dat het taalgebruik op het hoogst haalbare niveau de meest fundamentele en nobelste menselijke activiteit is.

## Humanisme en kunst
Bijna alle humanisten hadden een buitengewone waardering voor esthetiek gemeen. Zij waren ervan overtuigd dat het mooie hand in hand gaat met het waardevolle, het moreel juiste en de waarheid. Deze principiële ingesteldheid uit zich niet alleen in de taal- en letterkunde, maar op alle vlakken van de kunst en de levenswijze. Natuurlijk golden ook in de beeldende kunst de antieke criteria en maatstaven. 

## Italiaanse humanisme
Het Italiaanse renaissancehumanisme vormde zich gedurende de eerste helft van de 14e eeuw en rond 1350 zou de basis zijn gelegd. Haar einde (als tijdperk) kwam, toen in de 16e eeuw haar voortbrengsels als vanzelfsprekend werden beschouwd en er geen nieuwe revolutionaire impulsen meer uitgingen van de humanistische beweging. Il Sacco di Roma (1527) werd hierbij door tijdgenoten als een belangrijk symbolisch keerpunt aangevoeld. Rond die tijd eindigde (volgens de huidige indeling) de hoogrenaissance in de beeldende kunst en tegelijkertijd ook de glansperiode van de met het renaissancehumanisme verbonden levensgevoel. 

### Protohumanisme
Met de niet precies gedefinieerde term "protohumanisme" worden de culturele verschijnselen bedoeld in de tijd voor Petrarca, met name in de 13e en vroege 14e eeuw, die in menig opzicht voorlopers waren van het renaissancehumanisme, hoewel de culturele actoren zelf nog tot de late middeleeuwen moeten worden gerekend. Aangezien deze verschijnselen hun tijd niet hebben beïnvloed, kan men niet spreken van een "tijdperk van protohumanisme", maar slechts van enkele protohumanistische verschijnselen in de late middeleeuwen.

### Het begin van het Italiaanse humanisme
Het eigenlijke humanisme begon in het midden van de 14e eeuw met Petrarca. In tegenstelling tot de protohumanisten plaatste Petrarca zich op scherpe en polemische wijze tegenover het gehele middeleeuws-scholastieke onderwijs van zijn tijd. Hij hoopte op een beginnende nieuwe culturele bloei, een nieuw tijdperk. Dit moest niet alleen op cultureel, maar ook op politiek gebied aanknopen bij de oudheid van het Romeinse Rijk. Daarom steunde Petrarca in 1347 vol enthousiasme de staatsgreep van Cola di Rienzo in Rome. Cola was een autodidact, gefascineerd door het oude Rome en een briljant spreker, waarmee hij een ideaal van het humanisme belichaamde. Hij was de leidende figuur van een adelsvijandelijke stroming, die een Italiaanse staat met Rome als centrum nastreefde. Deze politieke dromen en utopieën gingen ten onder door de machtsverhoudingen en Cola's gebrek aan realiteitszin, maar de culturele component van deze vernieuwingsbeweging, die de politiek voorzichtigere Petrarca vertegenwoordigde, zou zich blijven voortzetten.

### Beroemde Italiaanse humanisten
Beroemde Italiaanse humanisten van de 14e en 15e eeuw waren Cyriacus van Ancona, Giovanni Aurispa, Ermolao Barbaro, Francesco Barbaro, Gasparino Barzizza, Basinio Basini, Antonio Beccadelli, Filippo Beroaldo, Flavio Biondo, Giovanni Boccaccio, Gianfrancesco Poggio Bracciolini, Leonardo Bruni, Filippo Buonaccorsi (Callimachus Experiens), Giovanni di Conversino da Ravenna, Angelo Decembrio, Pier Candido Decembrio, Bartolomeo Fazio, Felice Feliciano, Vittorino da Feltre, Marsilio Ficino, Francesco Filelfo, Battista Guarino, Stefano Infessura, Cristoforo Landino, Antonio Loschi, Giannozzo Manetti, Carlo Marsuppini, Niccolò Niccoli, Matteo Palmieri, Niccolò Perotti, Francesco Petrarca, Enea Silvio de’ Piccolomini, Bartolomeo Platina, Angelo Poliziano, Julius Pomponius Laetus, Giovanni Pontano, Giovanni Conversini da Ravenna, Coluccio Salutati, Palla Strozzi, Ambrogio Traversari, Lorenzo Valla, Maffeo Vegio, Pier Paolo Vergerio, Niccolò Machiavelli en Guarino da Verona.
Voor de 16e eeuw zijn dit Pietro Alcionio, Ludovico Ariosto, Pietro Bembo, Gerolamo Cardano, Francesco Guicciardini, Francesco Robortello, Jacopo Sadoleto, Jacopo Sannazaro en Torquato Tasso.

## Juridisch humanisme
Het Italiaans humanisme stond vanaf het begin - dit was reeds zo bij Petrarca - in schril contrast met de rechtswetenschappen. De kritiek van de humanisten op de scholastici vond in deze namelijk een makkelijke prooi, want de gebreken van de scholastieke werkwijze waren voor dit vakgebied bijzonder opvallend. Het rechtswezen was door de waanzinnige activiteit van glossatoren en commentatoren (in het Romeinse recht) alsook door decretisten en decretalisten (in het canoniek recht) steeds complexer en onoverzichtelijker geworden, en het stond - vanuit een humanistisch standpunt gezien - vol van spitsvondigheden en levensvreemde formalismes. De commentaren van de leidende scholastieke civiel-rechtsgeleerde Bartolus de Saxoferrato († 1357) kregen een dergelijke autoriteit dat zij daadwerkelijk - in sommige plaatsen zelfs formeel - kracht van wet kregen. De oorspronkelijke bron van het recht, het antieke Corpus Juris Civilis, werd volgens de humanisten begraven onder een massa van middeleeuwse commentaren. Bovendien hadden zij kritiek op het onbeholpen taalgebruik in wetteksten.

## Humanisme in de rest van Europa
Het humanisme verspreidde zich vanuit Italië over heel Europa. Daarbij was de ontvankelijkheid voor nieuwe ideeën in de verschillende landen zeer verscheiden. Dit bleek uit de verschillende snelheid en intensiteit van de receptie van humanistische ideeën en het feit dat in sommige regio's van Europa, slechts bepaalde delen en aspecten van het humanistische gedachtegoed en levensgevoel weerklank vonden. Verschillend waren ook de bevolkingslagen, die in de verschillende landen als drager van een humanistische beweging in aanmerking kwamen. Zo moest het humanisme zich aanpassen aan de specifieke omstandigheden en behoeften van een land en specifieke weerstanden binnen een land zien te overwinnen.
Het gebruik van een humanistisch filologische benadering van de Bijbel werd Bijbels humanisme genoemd.

## Gevolgen en nawerking
Het renaissancehumanisme was een onderwijs- en wetenschapshervorming. Daarom betreffen haar nawerkingen, in zoverre ze onafhankelijk van de algemene nawerkingen van de renaissance kunnen worden gezien, het onderwijssysteem en de wetenschapsbeoefening.